# 华中建设大学
华中建设大学是存在于四十年代苏皖边区中国共产党占领区的一所大学，为华东大学的前身。设在新铺，校长彭康。随战局变化一路迁到胶东。
华东大学与山东大学1951年在青岛合并组建新的山东大学。

## 历史
1945年初华中局在淮南解放区盱眙县旧铺镇新铺村在华中局党校的基础上创办华中建设大学。华中局宣传部长彭康兼任建大校长，调新四军二师政治部副主任、淮南区党委宣传部部长张劲夫任副校长并兼管党的工作。1945年5月，建大第一期正式开学，全校各系、班的学生共计600名。设立四个系和高干班、区干班。抗战胜利后迁入淮阴。8月25日前后第一期即提前毕业分配。1945年9月，华中建设大学迁到淮阴举办第二期，招收预科学生1300多人，设10个队，10人左右编成一个班，三四个班为一个区队，11月10日正式开学，1946年2月22日，在城南公园举行第二期学生的毕业典礼。1946年3月，举办第三期，计划办成比较正规的多学科新型大学；同时苏皖边区政府教育厅的苏北工业专门学校改为建大附设中学。华中分局书记邓子恢兼任建大校长，调原新四军敌工部副部长李亚农和原苏中公学副校长夏征农任副校长，苏皖边区政府教育厅副厅长戴白韬兼任副校长，设立了工、农、文、医、师范、社会科学等六个学院和一个预科部。从3月到5月，校部举行了21批、1200余人的新生考试，录取800多名。
1946年6月6日，学校从淮阴迁往淮阴东北20公里的徐杨庄。1946年9月3日，建大从徐杨庄转移到建湖县高作、益林一带，9月上旬淮阴地区战局紧张，华中分局决定建大向山东撤退。在北撤前，又调出一部分干部和学生去部队支前或留在华中坚持斗争。其余的600多名学生和教授、干部等共约800人按军事化组织编成三个大队，以大队为行军单位，于9月中旬开始北撤。1946年10月北撤至山东省莒南县。1947年转移至胶东海阳县。1947年冬停办。招生四期，共培训了5000多名调干生和知识青年。

## 著名校友
- 丁芒
- 李亚农
- 芮杏文